# Aristippus
Aristippus (tiếng Hy Lạp: Ἀρίστιππος) (435 TCN-356 TCN) là nhà triết học người Hy Lạp. Ông là người sáng lập ra trường phái Cyrene, một trường phái triết học tồn tại trong thời kỳ chuyển giao giữa một Hy Lạp thời kỳ Hy Lạp cổ điển và một Hy Lạp thời kỳ Hy Lạp hóa.

## Cuộc đời
Những người đương thời đánh giá Aristippus như sau: "ông có một lối sông thượng lưu, đi chu du nhiều, sống trong thế giới ẻo lả và đầy phụ nữ , ăn mặc đẹp và yêu thích sự xa xỉ."

## Tư tưởng triết học

### Cảm giáclà như thế nào?[2]
Aristippus cho rằng cảm giác không phải là cái để phản ánh các sự vật ở bên ngoài mà là hướng dẫn các trạng thái tâm lý như buôn vui, giận hờn của con người. Nhờ đó, ta có thể thiết lập các chuẩn mực liên quan đến mối quan hệ giữa người với người.
Với quan niệm này, Vladimir Ilyich Lenin đã nhận xét:
| “ | Lẫn lộn cảm giác coi như là nguyên tắc của lý luận nhận thức vứi cảm giác coi như là những nguyên tắc luân lý học | ” |